# One-X
| Recensione | Giudizio |
| ---------- | -------- |
| AllMusic   |          |

One-X è il secondo album ufficiale del gruppo musicale canadese Three Days Grace, pubblicato il 13 giugno 2006. Ha ricevuto la certificazione come disco di platino negli USA e nel Canada.

## Antefatti
Nel periodo in cui il primo album dei 3DG divenne un successo popolare con l'uscita del loro primo singolo, I Hate Everything About You, seguito da altri due singoli, Just Like You ed Home, il cantante del gruppo Adam Gontier sviluppò una dipendenza dall'analgesico conosciuto come Ossicodone. Dopo il termine del tour per il loro primo album, la band seppe che non poteva più proseguire la propria carriera con le condizioni in cui Adam si trovava, così nel 2005, con l'appoggio della propria famiglia, dei suoi amici e dei membri della band, Adam Gontier si ricoverò in un centro di riabilitazione.
Durante la terapia, Gontier, triste e scoraggiato, cominciò a scrivere i testi di canzoni che parlavano di come si sentiva e di quello che stava attraversando in riabilitazione: fra queste vi sono Never Too Late, Pain e Animal I Have Become (quest'ultima parla appunto delle conseguenze della droga), che avrebbero fatto parte del successivo lavoro dei 3DG e sarebbero state pubblicate, insieme a Riot, come singoli. Adam Gontier completò con successo la terapia nel centro di recupero; egli e la band ritennero che la pace e la tranquillità riconquistate sarebbero state necessarie per registrare un secondo album di successo.

## Tracce
1. It's All Over – 4:09
2. Pain – 3:23
3. Animal I Have Become – 3:51
4. Never Too Late – 3:35
5. On My Own – 3:05
6. Riot – 3:27
7. Get Out Alive – 4:22
8. Let It Die – 3:09
9. Over & Over – 3:11
10. Time of Dying – 3:06
11. Gone Forever – 3:41
12. One-X – 4:46

Nelle versioni estese dell'album è presente la 13° traccia "Running Away".

## Formazione
- Adam Gontier - voce, chitarra ritmica
- Barry Stock - chitarra solista, cori (traccia 12)
- Brad Walst - basso, cori
- Neil Sanderson - batteria, percussioni, voce

Produzione
- Chris Lord-Alge - produzione
- Ted Jensen - produzione

## Edizioni
Così come per Three Days Grace, ci sono state altre edizioni di One-X. Un'edizione uscita solamente in USA, Canada e Giappone conteneva una traccia aggiuntiva, Running Away. L'edizione iTunes Deluxe invece contiene quattro tracce aggiuntive: Wicked Game (cover degli HIM e i video musicali dei primi tre singoli, Animal I Have Become, Pain e Never Too Late).